# Битва при Гвадалете
Битва при Гвадалете (ісп. Batalla de Guadalete, араб. معركة سهل البرباط) — битва між вестготами та арабами й берберами з війська Омеядів. Відбулася 19 липня 711 року. Закінчилася повним розгромом армії вестготів і поклала початок мусульманському завоюванню Піренейського півострова.

## Історія
Вважається, що на початку битви загинули король вестготів Родерік і його найближче оточення. Смертю воєначальників почасти можна пояснити неорганізовані дії армії вестготів. Найважливішим фактором став млявий опір арабам (або навіть його відсутність) з боку абсолютної більшості місцевого романського населення не тільки протягом бою, а й після нього. Останнє можна було пояснити тим, що Римська Іспанія була завойована германцями-вестготами у V ст. (411—467 рр.). Процеси консолідації невеликої групи германської військової аристократії, що узурпувала владу в країні, і старої римської знаті, не кажучи вже про численне іберо-романське селянство, не були до кінця завершені. Більше того, германці говорили іншою мовою, а також протягом тривалого часу зберігали заборону на міжнаціональні шлюби, сповідували християнство аріанського напряму, незрозуміле корінному романському населенню. Давні римські забобони щодо варварів-германців, негативні асоціації, пов'язані з їхнім нашестям у минулому, відносна жорстокість германців продовжували викликати неприйняття з боку корінного населення.
Араби та бербери, що прийшли з півдня (з давньої і добре відомої провінції Африка), таким чином, сприймалися римлянами не як окупанти, а радше як визволителі країни від німецького ярма. Тому тільки невелика частина воїнів вестготів уникла загибелі, сховавшись у фортеці міста Есіха (провінція Севілья). Однак незабаром мусульмани обложили і взяли місто.
У 712 році Тарік ібн Зіяд, намісник Омеядів в Африці, висадився на узбережжі Іспанії з армією чисельністю близько 18 тисяч осіб, і протягом наступних п'яти років араби захопили більшу частину Піренейського півострова, поклавши початок мусульманської Іспанії (Аль-Андалус). Лише найдавніші мешканці найпівнічнішої, гірської частині країни — баски, а також романізована Астурія не підкорилися й продовжували боротьбу. Примітно, що після битви при Гваделате мусульмани захопили практично весь Піренейський півострів лише за 5 років, тоді як християнським силам знадобився 781 рік (тобто майже 8 століть), щоб відвоювати Іспанію в ході так званої Реконкісти.

## Опис битви

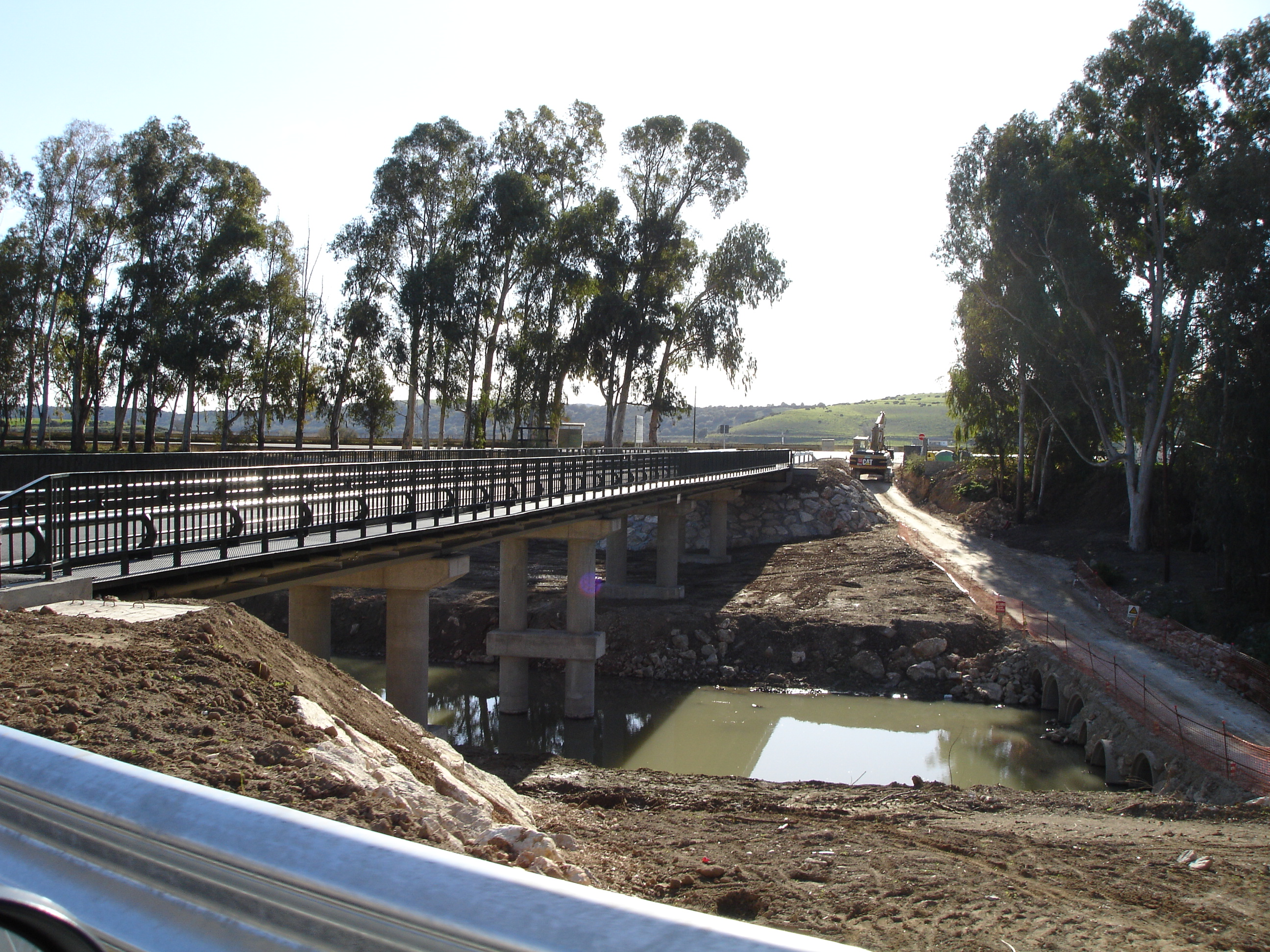
Річка Гваделете

Опис битви з твору арабського історика Ахмеда ібн Мохаммеда аль-Маккарі:
| На наступний ранок, на світанку, обидві армії приготувалися до битви, кожен воєначальник побудував свої кавалерію і піхоту, і як тільки було дано сигнал, армії зійшлися з шумом, ніби один з одним зіткнулися дві гори. Король Родерік сидів на троні під навісом з різнокольорового шовку, переховуючись від сонячних променів, оточений воїнами, закутими в блискучу сталь, із численними прапорами і штандартами, що майоріли на вітрі. Люди Таріка були споряджені інакше; їхні груди були приховані під кольчужними обладунками, на головах були надіті білі тюрбани, за спинами висіли арабські луки, за поясами стирчали мечі, а їхні руки твердо стискали довгі списи. Кажуть, що коли дві армії йшли назустріч одна одній, і погляд Родеріка впав на людей у перших рядах, його охопив жах і почувся вигукнув: «В ім'я месії! Це ті самі люди, яких я бачив намальованими у сувої, знайденому у толедській садибі», і з цього моменту страх увійшов в його серце, а коли Тарік зауважив Родеріка, він сказав своїм прихильникам: «Це король християн»; і кинувся в атаку зі своїми людьми, воїни, що оточували Родеріка, були розсіяні; бачачи це, Тарік прорвався через ряди ворогів, поки не досяг короля і не поранив його мечем в голову, і не вбив його прямо на троні; коли люди Родеріка побачили, що їхній король упав і його охоронці розсіяні, відступ став загальним і мусульмани здобули перемогу. Поразка християн була повною, замість того щоб зібратися в одному місці, вони бігли в різні боки, а паніка передалася їх співвітчизникам, міста відкрили ворота і замки здалися без опору. — Ахмед ібн Мохаммед аль-Маккарі. Історія мусульманських династій в Іспанії |

## Наслідки
Битва при Гвадалете поклала початок тривалому пануванню мусульман в Іспанії. Завойовані території включив до свого складу Арабський халіфат з центром у Багдаді. У міру ісламізації регіону, особливо його південно-східної частини, та зростання відцентрових тенденцій в арабській державі, тут утворився незалежний Кордовський емірат з центром у м. Кордова, що згодом розпався на кілька дрібних мусульманських еміратів тайфа. Мусульманське панування залишило значні сліди в житті, побуті та культурі романських народів Іберії.